# Antonio Riquelme (1845-1888)
Antonio García Riquelme (Granada, 3 de diciembre de 1845-Madrid, 14 de abril de 1888) fue un actor español; padre del actor José Riquelme (1865-1905) y abuelo del actor Antonio Riquelme (1894-1968).

## Biografía
Después de hacer el bachillerato comenzó a trabajar como cajista de imprenta. Pero pronto su afición por el teatro, habiendo tenido éxitos en veladas de aficionados, le llevó a matricularse en el Conservatorio de Madrid en la clase de Julián Romea, obteniendo en los ejercicios de dicho centro la medalla de plata.
En 1868 con la ayuda de Ramos Carrión y Eduardo Lustonó entró en el mundo del teatro y debutó con Don Juan Tenorio. Más tarde marchó a Barcelona con Romea y de allí pasó a hacer su primera campaña formal, fundando con Luján y Vallés la compañía del 'Recreo', embrión del género chico; con ella llegó al Variedades, donde se hizo muy popular. Pasó luego al Teatro Español con Antonio Vico, interpretando una variada gama de personajes, de los llamados «graciosos» en las obras de los autores del Siglo de Oro español. Cuando mayor era su dominio de la escena, falleció a causa de una pulmonía, cuando preparaba un viaje a Zaragoza y una gira por América del Sur.